# Rody Tolassy
Rody Tolassy, né le 21 septembre 1987 à Pointe-à-Pitre (Guadeloupe), est un homme politique français.
En 2024, il est élu député européen pour le Rassemblement national.

## Biographie
Rody Tolassy naît le 21 septembre 1987 à Pointe-à-Pitre.

### Parcours politique
Il devient en 2018 délégué départemental du Rassemblement national Guadeloupe. Lors des élections législatives de 2022, il est candidat dans la troisième circonscription de la Guadeloupe. En juin 2024, il est élu député européen, se situant en 21e position de la liste de Jordan Bardella.

### Prises de position
Il affiche sur les réseaux sociaux certaines positions climatosceptiques. 

## Controverses
Il est filmé en train de gifler une opposante politique lors d'un déplacement de Marine Le Pen en Guadeloupe en mars 2022.